# ロベルト・フィルポ
ロベルト・フィルポ（Roberto Firpo, 1884年5月13日 - 1969年4月14日）はタンゴの作曲家、指揮者、演奏者（ピアニスト）として活躍したアルゼンチンの音楽家。

## 人物
古典タンゴの巨匠と称される。タンゴ楽団にピアノを定着させた人の一人として知られている。
1916年にモンテビデオの ラ・ヒラルダ La Giralda というカフェで、ヘラルド・エルマン・マトス・ロドリゲス作曲の『ラ・クンパルシータ』を、フィリポの独創的編曲で初演して、この曲が世界に広く知らしめるきっかけとなる。
1935年にバンドネオン奏者ファン・カンバレリらとロベルト・フィルポ4重奏団を結成し、数多くの録音演奏を残す。
代表曲は『夜明け』である。この曲は、世界中のタンゴ楽団で広く演奏されている。

## 主要作品
- 夜明け El Amanecer
- マレハーダ Marejada
- ボヘミアンの魂 Alma de bohemio
- エル・ラピド(急行列車) El rápido
- オメロ Homero